# 10199 Chariklo
A 10199 Chariklo (ideiglenes jelöléssel 1997 CU26) egy kentaur típusú objektum. A Spacewatch program keretében fedezték fel 1997. február 15-én. A felfedező James V. Scotti.

## Gyűrűrendszere
A kisbolygó 2013. június 3-án elhaladt az UCAC4 248-108672 katalógusjelű csillag előtt, melyet hét különböző dél-amerikai obszervatórium távcsöveivel követtek nyomon. A kutatók  a fő okkultáció előtt és után néhány másodperccel két kisebb fénycsökkenést is megfigyeltek. Ezekből két gyűrűre lehet következtetni. A gyűrűk 7 és 3 km szélesek, a köztük levő távolság 9 km. A Chariklo az egyetlen ismert kisbolygó, melynek gyűrűje van.